# Сонет 4
Сонет 4 (англ. Sonnet 4) — четвёртый в серии из 154 сонетов, написанных Уильямом Шекспиром и впервые опубликованных в 1609 году. Дата написания неизвестна, существуют разные гипотезы на этот счёт. По результатам компьютерного анализа создание первых 60 сонетов датируют началом 1590-х годов, а к началу 1600-х относят их редактирование, но не все исследователи с этим согласны. Возможно, Шекспир редактировал все сонеты до момента их публикации.
Предположительно первое издание не было авторизованным. Тем не менее начиная с 1711 года сонеты публикуются в той же последовательности, и учёные на основе изначальной нумерации раскрывают историю любовного треугольника, которая служит подтекстом для всего цикла.
Четвёртый сонет относится к числу стихотворений, посвящённых другу: в них Шекспир обращается к не названному по имени молодому мужчине. Личность последнего остаётся загадкой, но в большинстве гипотез фигурируют Генри Ризли, 3-й граф Саутгемптон, и Уильям Герберт, 3-й граф Пембрук.
Как во всех сонетах с 1-го по 17-й, Шекспир здесь убеждает адресата стихотворения вступить в брак и оставить детей, продлив таким образом во времени собственную красоту. Он пишет о «долге перед природой», который необходимо вернуть во всех смыслах — умерев, но оставив потомство.
Как почти все сонеты Шекспира (кроме 145-го), четвёртый сонет написан пятистопным ямбом.